# Sematophyllum demissum
Sematophyllum demissum är en bladmossart som beskrevs av Mitten 1864. Sematophyllum demissum ingår i släktet Sematophyllum och familjen Sematophyllaceae. Inga underarter finns listade i Catalogue of Life.